# Le Trio infernal
Le trio infernal é um filme ítalo-teuto-francês de 1974 dirigido por Francis Girod.